# سارتن ۸۳۳۵
سیارک ۸۳۳۵ (به انگلیسی: 8335 Sarton، نامگذاری:1984DD1) هشت هزار و سیصد و سی و پنجمین سیارک کشف شده‌است که در ۲۸ فوریه ۱۹۸۴ کشف شد.
قدر مطلق سیارک برابر ۱۵.۵ است.